# Judith Arlen
Pour l’article homonyme, voir Arlen.
Judith Arlen née 'Laurette Elizabeth Rutherford', (18 mars 1914 - 5 juin 1968), est une actrice de cinéma américaine d'origine canadienne. Elle est la sœur aînée de l'actrice, plus connue Ann Rutherford.

## Biographie
Née à Los Angeles, Judith Arlen est la fille d'une famille d'artistes, son père, John Defferin Rutherford est chanteur d'opéras et sa mère, Lillian Mansfield une actrice de cinéma Muet. Ayant signé à la Metro-Goldwyn-Mayer, elle commence sa carrière d'actrice en 1930, par un rôle malheureusement non crédité, dans le film Madam Satan, réalisé par Cecil B. DeMille. Après un autre rôle non crédité, elle obtient dans deux films, des rôles crédités en 1934, année où elle est promue une des treize Baby Stars par la WAMPAS. Ce sera également la dernière année que le titre de l'organisation sera décerné. Elle a un rôle mineur dans Hollywood on Parade No. B-13 dans lequel elle joue une starlette de la WAMPAS. Puis, son dernier film Kiss and Make-Up met en scène Cary Grant et une autre jeune femme de sa promotion Lucille Lund.
En 1935, Judith met fin à sa carrière et décide de se consacrer entièrement, derrière la scène, à celle de sa jeune sœur qui vient d'être lancée. Elle est la tante de Gloria May, la fille d'Ann et elle est la belle-sœur de William Dozier. Elle décède à Santa Barbara le 5 juin 1968.

## Filmographie
- 1930 :   Madame Satan, (non crédité), réalisé par Cecil B. DeMille
- 1934 :   Hollywood on Parade No. B-13, dans son propre rôle, réalisé par Louis Lewyn
- 1934 :   Young and Beautiful, dans June Dale, réalisé par Joseph Santley
- 1934 :   Kiss and Make-Up, dans Sally, une serveuse, réalisé par Harlan Thompson